# Pegesimallus vansoni
Pegesimallus vansoni là một loài ruồi trong họ Asilidae. Pegesimallus vansoni được Londt miêu tả năm 1980. Loài này phân bố ở vùng nhiệt đới châu Phi.